# Malay-le-Petit
Malay-le-Petit ist eine französische Gemeinde mit 310 Einwohnern (Stand: 1. Januar 2022) im Département Yonne in der Region Bourgogne-Franche-Comté. Die Gemeinde gehört zum Arrondissement Sens und zum Kanton Brienon-sur-Armançon. Die Einwohner werden Malaysiens genannt.

## Geographie
Malay-le-Petit liegt sieben Kilometer ostsüdöstlich von Sens. Umgeben wird Malay-le-Petit von den Nachbargemeinden Saligny im Norden und Nordwesten, Villiers-Louis im Osten und Nordosten, Noé im Süden sowie Malay-le-Grand im Westen.

## Bevölkerungsentwicklung
| 1962                       | 1968 | 1975 | 1982 | 1990 | 1999 | 2006 | 2013 |
| -------------------------- | ---- | ---- | ---- | ---- | ---- | ---- | ---- |
| 180                        | 174  | 187  | 279  | 308  | 334  | 346  | 380  |
| Quellen: Cassini und INSEE |      |      |      |      |      |      |      |